# Club Run
«Клубний забіг» (англ. Club Run) — неофіційна назва комплексу заходів, що проводився силами Королівського військово-морського флоту Великої Британії з метою забезпечення обложеного острова Мальта літаками військової авіації під час битви на Середземному морі в роки Другої світової війни.
Через надзвичайну роль Мальти з початком воєнних дій в акваторії Середземного моря, країнами Осі були вжиті енергійні спроби або змусити британську військову владу на острові капітулювати або підірвати її ефективність у ролі передової військової бази. Для італійсько-німецького командування острів набув неабиякого значення, з нього противник здійснював постійні атаки на їх армію, що билася в Південній Африці, а також на морські та сухопутні комунікації, якими забезпечувалися війська країн Осі. Це було одним з головних критеріїв важливості Мальти, чому Велика Британія, попри колосальний ризик, постійно направляла свої літаки з метрополії на острів.

## Передумови
Політичні прорахунки і помилкове стратегічне рішення британського командування майже позбавили Мальту винищувальної авіації в червні 1940 року, коли Італія оголосила війну західним союзникам. Якби не випадково знайдені на складах Мальти чотири упаковані в ящики літаки «Морський гладіатор», які зібрали і ввели в дію 3 травня 1940 року, то всю ППО острова складали б чотири винищувачі «Харрікейн», що були відправлені через Францію і Туніс та прибули на острів 28 червня 1940.
На початку війни, на думку голови британського комітету начальників штабів склалася ситуація, яка не давала змоги обороняти Мальту. Пізніше він підкріпив цю точку зору, заявивши: «в реальності, ми не можемо зробити нічого такого, що б збільшило можливості Мальти до опору». Вінстон Черчилль з цим категорично не погодився. В липні 1940 року він наполіг, щоб новітні винищувачі «Харрікейн» були завезені на острів «найближчим часом». Це призвело до першої операції «Клубного забігу», яка отримала назву операція «Гаррі», і яку виконував старий авіаносець HMS «Аргус».
Протиповітряна оборона Мальти постійно потребувала підкріплення літаками і їх заміна була гострою необхідністю. В основному на острові були потрібні винищувачі («Харрікейн» і «Спітфайр») і торпедоносці («Свордфіш» та «Альбакор»), але їм не вистачало радіуса дії для самостійного перельоту з британської бази з Гібралтару на аеродроми Мальти. Рішенням стало використання авіаносців, які наближалися на мінімально необхідну відстань до обложеного острова, а далі літаки перелітали самі.
Операції «Клубного забігу» забезпечувалися силами З'єднання Н, що базувалося в Гібралтарі (так званий «Клуб»), що складалося з лінійного крейсера «Рінаун», авіаносця «Арк Роял», легкого крейсера «Шеффілд» і есмінців типу «F» зі складу 8-ї флотилії.
З жовтня 1942 року на озброєння Королівських ВПС надійшов модифікований Spitfire Mk VC з додатковими внутрішніми і зовнішніми паливними баками, які при знятому майже всьому бортовому озброєнні були здатні пролітати 1100 миль (1800 км) від Гібралтару до Мальти. Літаки, які перебували на острові, було модернізовано і це зняло необхідність продовження операцій «Клубного забігу».

## 1940

### Операція«Гаррі»(Operation Hurry) (1-4 серпня 1940)
В період з 1 по 4 серпня 1940 британцями була терміново організована та проведена операція «Гаррі» (англ. Operation Hurry). Головною метою операції було спроба якомога скоріше доставити на обложений острів 12 винищувачів Hawker Hurricane, де вони були вкрай необхідні для посилення авіації воюючого гарнізону. В операції були задіяні майже усі військові кораблі Королівського флоту у Середземному морі, як від Середземноморського флоту адмірала Ендрю Каннінгема, що базувався в Александрії, так і від З'єднання Н адмірала Джеймса Сомервілля, з базою в Гібралтарі.
Основні зусилля флотського керівництва на цьому стратегічному напрямку були зосереджені на такій діяльності своїх сил, щоб максимально приховати сам факт перекидання «ураганів» на борту авіаносця HMS «Аргус» та запобігти ймовірності нападу італійців на З'єднання Н, яке супроводжувало носій. Командувач Середземноморським флотом адмірал Каннінгем перекинув оперативне угруповання, яке включало авіаносець «Ігл» та лінкори «Малайя» і «Воспайт», на позиції західніше від Криту, друга група бойових кораблів імітувала спробу атакувати італійський острів Кастелорізо, й трете угруповання несподівано з'явилося поблизу протоки біля грецького острова Кітера, і вирушило в напрямку Егейського моря. Італійці були збентежені такою активністю противника і головні сили італійського флоту залишилися на своїх базах.
20 липня 1940 «Аргус», вивантаживши власну авіаційну групу і прийнявши на борт 12 Харрикейнів, вийшов з шотландської бази Клайд і попростував на Мальту в супроводі есмінців «Енкаунтер», «Галант», «Ґрейгаунд» і «Готспар». З'єднання було зустрінуте лінкорами «Резолюшн» і «Валіант», крейсером «Аретюза» і есмінцями «Ескапейд» і «Велокс». Комбіноване з'єднання потім пішло до Мальти до точки підйому, де 2 серпня «Харрікейни» злетіли з «Аргуса», разом з двома літаками Blackburn Skua, а авіаносець з групою супроводу повернувся в Гібралтар.
Всі літаки успішно прибули на острів, але при посадці один Харрікейн сильно побився. Два винищувачі-бомбардувальники Skua передбачалося повернути на «Аргус», але вони були затримані на Мальті для подальшого використання в системі протиповітряної оборони острова. Пошкоджений Харрикейн був відновлений до працездатного стану аеродромною командою Мальти з використанням наявних запчастин.
Наземні команди зі складу Королівських ВПС з цих літаків були переправлені на Мальту підводними човнами «Пандора» і «Протеус», як перша спроба подальших перекидань на острів таким чином.
Протягом операції лінійний крейсер HMS «Гуд», авіаносець «Арк Роял», есмінці «Фолкнор», «Форестер», «Форсайт» і «Фоксгаунд» здійснювали операцію повітряного нальоту на Кальярі, одночасно легкий крейсер «Ентерпрайз» відокремився і шукав французьке судно, яке ймовірно знаходилося в тому районі.

### ОпераціяCoat
Проведення цієї операції не було пов'язане із забезпеченням Мальти військовими літаками. Операція Coat проводилася з метою супроводу конвою, який доставляв підкріплення безпосередньо з Великої Британії на Мальту, з військами, припасами і зенітними гарматами. Конвой складався з лінкора HMS «Барем», важких крейсерів «Бервік» і «Глазго», і трьох есмінців супроводу.
У ході дій авіаносець «Арк Роял» підняв три винищувачі «Фулмар», які приземлилися на Мальті для дозаправки, де вони і залишилися. Пізніше вони перебазувалися на авіаносець «Іластріос» Середземноморського флоту, підсиливши його винищувальне прикриття.

### Операція «Уайт»
Старий авіаносець «Аргус» знову знадобився, щоб відшкодувати втрати авіації на Мальті і, прийнявши на борт 12 винищувачів «Харрікейн» і два «Скуа» в ролі ведучих, вийшов з військово-морської бази Клайд 11 листопада в супроводі крейсера «Діспатч» і есмінців «Дункан», «Фьюрі» і «Вішарт». Зустрівшись зі З'єднанням «H» західніше Гібралтару (лінійний крейсер «Рінаун», авіаносець «Арк Роял», легкий крейсер «Шеффілд» і есмінці «Фолкнор», «Файрдрейк», «Форестер», «Форчун» і «Фоксгаунд»), він пройшов до точки підйому авіації, де 17 листопада літаки злетіли двома групами.
Через виявлення в морі великих італійських сил точка підйому була оголошена значно західніше, ніж при проведенні операції «Гаррі». Це та інші фактори призвели до вимушеної посадки на воду восьми «Харрікейнів» через нестачу палива, тоді як один з ведучих «Скуа» заблукав і був збитий над Сицилією. Літаючі човни «Сандерленд» і бомбардувальники-розвідники «Мартін Меріленд», також вислані в ролі ведучих, не зустріли своїх літаків і продовжили автономний політ на Мальту.